# Pierre Germain (Sänger)
Pierre Germain (25. März 1923 in Bordeaux – 16. September 1963 zwischen Dijon und Paris) war ein französischer Opernsänger (Bariton).

## Leben
Nach seiner Ausbildung am Pariser Konservatorium debütierte er 1951 an der Opéra-Comique in Paris in Madame Bovary von Emmanuel Bondeville.
Im selben Jahr wurde er an die Pariser Grand Opéra engagiert, wo er als erste Rolle den „Papageno“ in der Zauberflöte sang. Dort war er auch als „Morales“ in Carmen und als „Sakristan“ in Puccinis Tosca zu hören und sehen.
1952 nahm er an der Opéra-Comique an der Uraufführung der Oper Dolorès von Michel-Maurice Lévy teil.
Am 16. September 1963 endete seine Karriere vorzeitig durch seinen Tod bei einem Autounfall zwischen Dijon und Paris.